# Labidostomis nevadensis
Labidostomis nevadensis là một loài bọ cánh cứng trong họ Chrysomelidae. Loài này được J. Daniel miêu tả khoa học năm 1904.